# Dietrich Braess
Dietrich Braess, né le 16 juin 1938, est un mathématicien allemand connu pour le paradoxe qui porte son nom.
Il a obtenu son doctorat en 1964 à l'Université de Hambourg.